# Skupinová psychoterapie
Skupinová psychoterapie, často jen skupinová terapie je forma psychoterapie při níž terapeut, případně několik terapeutů, léčí malou skupinu klientů (pacientů) společně, jako psychodynamickou skupinu, kde se otevřeně uplatňuje skupinový mechanismus vývoje, vysvětlování a zkoušení vnitřních mezilidských vztahů v terapeutické skupině.
Širší pojetí skupinové terapie doplňuje další pomocné procedury jako je podpůrná skupina, cvičná skupina, např. zvládání strachu, odpovědnosti, technik uvolnění nebo společenské dovednosti, a psychovzdělávání. Jinými pomocnými skupinami jsou specializované formy neverbálního charakteru, jako arteterapie, taneční terapie nebo muzikoterapie.